# Llista d'asteroides/187501-187600
| Nom      | Designació provisional | Data de descobriment   | Lloc de descobriment | Descobridor/s       |
| -------- | ---------------------- | ---------------------- | -------------------- | ------------------- |
| 187501 - | 2006 SY352             | 30 de setembre de 2006 | Catalina             | CSS                 |
| 187502 - | 2006 SG357             | 30 de setembre de 2006 | Catalina             | CSS                 |
| 187503 - | 2006 SQ364             | 28 de setembre de 2006 | Mount Lemmon         | Mount Lemmon Survey |
| 187504 - | 2006 SO365             | 30 de setembre de 2006 | Mount Lemmon         | Mount Lemmon Survey |
| 187505 - | 2006 SX394             | 27 de setembre de 2006 | Mount Lemmon         | Mount Lemmon Survey |
| 187506 - | 2006 TB17              | 11 d'octubre de 2006   | Kitt Peak            | Spacewatch          |
| 187507 - | 2006 TJ30              | 12 d'octubre de 2006   | Kitt Peak            | Spacewatch          |
| 187508 - | 2006 TB43              | 12 d'octubre de 2006   | Kitt Peak            | Spacewatch          |
| 187509 - | 2006 TT46              | 12 d'octubre de 2006   | Kitt Peak            | Spacewatch          |
| 187510 - | 2006 TU48              | 12 d'octubre de 2006   | Kitt Peak            | Spacewatch          |
| 187511 - | 2006 TE63              | 10 d'octubre de 2006   | Palomar              | NEAT                |
| 187512 - | 2006 TB77              | 11 d'octubre de 2006   | Palomar              | NEAT                |
| 187513 - | 2006 TG91              | 13 d'octubre de 2006   | Kitt Peak            | Spacewatch          |
| 187514 - | 2006 TM94              | 15 d'octubre de 2006   | Lulin Observatory    | C.-S. Lin, Q.-z. Ye |
| 187515 - | 2006 TL97              | 13 d'octubre de 2006   | Kitt Peak            | Spacewatch          |
| 187516 - | 2006 TH107             | 15 d'octubre de 2006   | Kitt Peak            | Spacewatch          |
| 187517 - | 2006 TA109             | 2 d'octubre de 2006    | Mount Lemmon         | Mount Lemmon Survey |
| 187518 - | 2006 TD110             | 13 d'octubre de 2006   | Kitt Peak            | Spacewatch          |
| 187519 - | 2006 UR5               | 16 d'octubre de 2006   | Catalina             | CSS                 |
| 187520 - | 2006 UJ8               | 16 d'octubre de 2006   | Catalina             | CSS                 |
| 187521 - | 2006 UL11              | 17 d'octubre de 2006   | Mount Lemmon         | Mount Lemmon Survey |
| 187522 - | 2006 UB12              | 17 d'octubre de 2006   | Mount Lemmon         | Mount Lemmon Survey |
| 187523 - | 2006 UC12              | 17 d'octubre de 2006   | Mount Lemmon         | Mount Lemmon Survey |
| 187524 - | 2006 UD34              | 16 d'octubre de 2006   | Kitt Peak            | Spacewatch          |
| 187525 - | 2006 UU36              | 16 d'octubre de 2006   | Kitt Peak            | Spacewatch          |
| 187526 - | 2006 UP40              | 16 d'octubre de 2006   | Kitt Peak            | Spacewatch          |
| 187527 - | 2006 US45              | 16 d'octubre de 2006   | Kitt Peak            | Spacewatch          |
| 187528 - | 2006 UM61              | 19 d'octubre de 2006   | Mount Lemmon         | Mount Lemmon Survey |
| 187529 - | 2006 UQ61              | 19 d'octubre de 2006   | Catalina             | CSS                 |
| 187530 - | 2006 UG62              | 17 d'octubre de 2006   | Mount Lemmon         | Mount Lemmon Survey |
| 187531 - | 2006 UM63              | 20 d'octubre de 2006   | Nyukasa              | Nyukasa             |
| 187532 - | 2006 UX64              | 23 d'octubre de 2006   | Kitami               | K. Endate           |
| 187533 - | 2006 UQ80              | 17 d'octubre de 2006   | Mount Lemmon         | Mount Lemmon Survey |
| 187534 - | 2006 UU86              | 17 d'octubre de 2006   | Mount Lemmon         | Mount Lemmon Survey |
| 187535 - | 2006 UH87              | 17 d'octubre de 2006   | Mount Lemmon         | Mount Lemmon Survey |
| 187536 - | 2006 UH89              | 17 d'octubre de 2006   | Kitt Peak            | Spacewatch          |
| 187537 - | 2006 UV93              | 18 d'octubre de 2006   | Kitt Peak            | Spacewatch          |
| 187538 - | 2006 UA98              | 18 d'octubre de 2006   | Kitt Peak            | Spacewatch          |
| 187539 - | 2006 UC98              | 18 d'octubre de 2006   | Kitt Peak            | Spacewatch          |
| 187540 - | 2006 UQ115             | 19 d'octubre de 2006   | Kitt Peak            | Spacewatch          |
| 187541 - | 2006 UX149             | 20 d'octubre de 2006   | Catalina             | CSS                 |
| 187542 - | 2006 UC183             | 17 d'octubre de 2006   | Catalina             | CSS                 |
| 187543 - | 2006 UV191             | 19 d'octubre de 2006   | Catalina             | CSS                 |
| 187544 - | 2006 UP200             | 21 d'octubre de 2006   | Kitt Peak            | Spacewatch          |
| 187545 - | 2006 UA218             | 30 d'octubre de 2006   | Kitami               | K. Endate           |
| 187546 - | 2006 UV221             | 17 d'octubre de 2006   | Mount Lemmon         | Mount Lemmon Survey |
| 187547 - | 2006 UG230             | 21 d'octubre de 2006   | Palomar              | NEAT                |
| 187548 - | 2006 UJ240             | 23 d'octubre de 2006   | Kitt Peak            | Spacewatch          |
| 187549 - | 2006 UX240             | 23 d'octubre de 2006   | Mount Lemmon         | Mount Lemmon Survey |
| 187550 - | 2006 UW248             | 27 d'octubre de 2006   | Mount Lemmon         | Mount Lemmon Survey |
| 187551 - | 2006 UX255             | 27 d'octubre de 2006   | Mount Lemmon         | Mount Lemmon Survey |
| 187552 - | 2006 UB273             | 27 d'octubre de 2006   | Kitt Peak            | Spacewatch          |
| 187553 - | 2006 VG12              | 11 de novembre de 2006 | Mount Lemmon         | Mount Lemmon Survey |
| 187554 - | 2006 VT12              | 11 de novembre de 2006 | Goodricke-Pigott     | R. A. Tucker        |
| 187555 - | 2006 VJ15              | 9 de novembre de 2006  | Kitt Peak            | Spacewatch          |
| 187556 - | 2006 VZ22              | 10 de novembre de 2006 | Kitt Peak            | Spacewatch          |
| 187557 - | 2006 VO24              | 10 de novembre de 2006 | Kitt Peak            | Spacewatch          |
| 187558 - | 2006 VK50              | 10 de novembre de 2006 | Kitt Peak            | Spacewatch          |
| 187559 - | 2006 VV51              | 10 de novembre de 2006 | Altschwendt          | W. Ries             |
| 187560 - | 2006 VO60              | 11 de novembre de 2006 | Mount Lemmon         | Mount Lemmon Survey |
| 187561 - | 2006 VV60              | 11 de novembre de 2006 | Kitt Peak            | Spacewatch          |
| 187562 - | 2006 VR67              | 11 de novembre de 2006 | Kitt Peak            | Spacewatch          |
| 187563 - | 2006 VJ73              | 11 de novembre de 2006 | Kitt Peak            | Spacewatch          |
| 187564 - | 2006 VL79              | 12 de novembre de 2006 | Mount Lemmon         | Mount Lemmon Survey |
| 187565 - | 2006 VT79              | 12 de novembre de 2006 | Mount Lemmon         | Mount Lemmon Survey |
| 187566 - | 2006 VD89              | 14 de novembre de 2006 | Kitt Peak            | Spacewatch          |
| 187567 - | 2006 VE94              | 15 de novembre de 2006 | Catalina             | CSS                 |
| 187568 - | 2006 VU99              | 11 de novembre de 2006 | Catalina             | CSS                 |
| 187569 - | 2006 VL107             | 13 de novembre de 2006 | Kitt Peak            | Spacewatch          |
| 187570 - | 2006 VS123             | 14 de novembre de 2006 | Kitt Peak            | Spacewatch          |
| 187571 - | 2006 VV123             | 14 de novembre de 2006 | Kitt Peak            | Spacewatch          |
| 187572 - | 2006 VV142             | 14 de novembre de 2006 | Socorro              | LINEAR              |
| 187573 - | 2006 VN147             | 15 de novembre de 2006 | Catalina             | CSS                 |
| 187574 - | 2006 VC153             | 8 de novembre de 2006  | Palomar              | NEAT                |
| 187575 - | 2006 VW153             | 8 de novembre de 2006  | Palomar              | NEAT                |
| 187576 - | 2006 WK9               | 16 de novembre de 2006 | Kitt Peak            | Spacewatch          |
| 187577 - | 2006 WR20              | 17 de novembre de 2006 | Mount Lemmon         | Mount Lemmon Survey |
| 187578 - | 2006 WQ26              | 18 de novembre de 2006 | Socorro              | LINEAR              |
| 187579 - | 2006 WA27              | 18 de novembre de 2006 | Socorro              | LINEAR              |
| 187580 - | 2006 WJ35              | 16 de novembre de 2006 | Kitt Peak            | Spacewatch          |
| 187581 - | 2006 WP39              | 16 de novembre de 2006 | Kitt Peak            | Spacewatch          |
| 187582 - | 2006 WN46              | 16 de novembre de 2006 | Kitt Peak            | Spacewatch          |
| 187583 - | 2006 WM51              | 16 de novembre de 2006 | Kitt Peak            | Spacewatch          |
| 187584 - | 2006 WM64              | 17 de novembre de 2006 | Mount Lemmon         | Mount Lemmon Survey |
| 187585 - | 2006 WC82              | 18 de novembre de 2006 | Kitt Peak            | Spacewatch          |
| 187586 - | 2006 WD88              | 18 de novembre de 2006 | Mount Lemmon         | Mount Lemmon Survey |
| 187587 - | 2006 WJ88              | 18 de novembre de 2006 | Socorro              | LINEAR              |
| 187588 - | 2006 WV88              | 18 de novembre de 2006 | Kitt Peak            | Spacewatch          |
| 187589 - | 2006 WH98              | 19 de novembre de 2006 | Kitt Peak            | Spacewatch          |
| 187590 - | 2006 WY104             | 19 de novembre de 2006 | Kitt Peak            | Spacewatch          |
| 187591 - | 2006 WA106             | 19 de novembre de 2006 | Kitt Peak            | Spacewatch          |
| 187592 - | 2006 WN115             | 20 de novembre de 2006 | Kitt Peak            | Spacewatch          |
| 187593 - | 2006 WY117             | 20 de novembre de 2006 | Mount Lemmon         | Mount Lemmon Survey |
| 187594 - | 2006 WA128             | 24 de novembre de 2006 | Nyukasa              | Nyukasa             |
| 187595 - | 2006 WE128             | 24 de novembre de 2006 | Nyukasa              | Nyukasa             |
| 187596 - | 2006 WG149             | 20 de novembre de 2006 | Kitt Peak            | Spacewatch          |
| 187597 - | 2006 WW182             | 24 de novembre de 2006 | Kitt Peak            | Spacewatch          |
| 187598 - | 2006 WZ190             | 25 de novembre de 2006 | Catalina             | CSS                 |
| 187599 - | 2006 XZ9               | 9 de desembre de 2006  | Kitt Peak            | Spacewatch          |
| 187600 - | 2006 XG15              | 10 de desembre de 2006 | Kitt Peak            | Spacewatch          |